# North Lauderdale
North Lauderdale – miasto w Stanach Zjednoczonych, w stanie Floryda, w hrabstwie Broward.